# Muncie (Indiana)
Muncie település az Amerikai Egyesült Államok Indiana államában, Delaware megyében, melynek megyeszékhelye is. Lakosainak száma 65 194 fő (2020. április 1.).

## Népesség
A település népességének változása:
| Lakosok száma | 47 000 | 69 000 | 77 000 | 70 085 | 65 194 |
|               | 1930   | 1970   | 1980   | 2010   | 2020   |